# عين العاصفة (فلم)
عين العاصفة (بالفرنسية: L'oeil du Cyclone) فيلم إثارة نفسية بوركينابي من كتابة كريستوف يموان ولويس ماركيز، وإخراج سيكو تراوري سنة 2015، وبطولة فارجراس أساندر وميمونة نداي. تلقى الفيلم عشرة ترشيحات في حفل توزيع جوائز الأكاديمية الأفريقية للأفلام الثاني عشر، وفاز في ثلاث فئات بما في ذلك فئة أفضل فيلم.
يتطرق الفيلم لموضوع الجنود الأطفال.

## القصة
إيما تو، محامية شابة، وابنة شخصية مهمة في البلاد، مكلفة بالدفاع عن مجرم حرب متهم بتنفيذ هجمات ونهب واغتصاب وانتهاكات مختلفة. بينما يطالب السكان بالانتقام، يبدو أن المفاوضات السياسية تحدد نتيجة المحاكمة. تعاني إيما تو من ضميرها المهني والعلاقة الخاصة التي تتطور بينها وبين السجين.

## روابط خارجية
- مقالات تستعمل روابط فنية بلا صلة مع ويكي بيانات